# 마르크 호티거
마르크 호티거(독일어: Marc Hottiger, 1967년 11월 7일, 보 주 로잔 ~)는 스위스의 전직 프로 축구 선수로, 현역 시절 수비수로 활약했다.
그는 두 차례에 걸처 로잔 스포르와 FC 시옹에서 활약한 것으로 알려져 있으며, 나치오날리가 A에서 300번 넘는 경기에 출전했다. 그는 1994년부터 1997년까지 프리미어리그의 뉴캐슬 유나이티드와 에버턴에서 활약하기도 했다.
그는 1989년부터 1996년까지 스위스 국가대표팀에서 63번의 경기에 출전해 5골을 기록했다. 그는 1994년 우러드컵에 참가해 4경기에 모두 출전했고, 유로 1996에서도 본선 3경기에 모두 출전했다.

## 경력
호티거는 로잔 출신이다. 그는 모국 스위스에서 신고식을 치른 후 1994년 8월 1일에 잉글랜드로 건너가 프리미어리그의 뉴캐슬 유나이티드와 £525,000에 계약했다. 그는 1994-95 시즌에 소속 구단의 주전 우측 수비수로 활약하며 블랙번 로버스와의 FA컵 3차전에서 22미터 결승골을 기록해 회자되기도 했다. 그러나, 케빈 키건 감독은 이듬해 여름에 윔블던에서 워런 바턴을 영입하면서 호티거는 1995-96 시즌에 자신의 입지를 잃었다.
1996년 1월 19일, 그는 에버턴과 £700,000에 이적을 성사시켰지만, 노동허가증 확보에 난관을 겪었고, 1996년 3월 9일에서야 정식 획득하며 에버턴 신고식을 마침내 치를 수 있게 되었다. 그러나, 그는 에버턴에서도 많은 경기에 출전하지 못했는데, 볼턴 원더러스전에서 1골을 넣는데 그쳤고, 1997년 6월에 친정 로잔으로 £25,000에 복귀했다. 그는 이후 1999년에 시옹으로 다시 이적하여 그 곳에서 2002년 은퇴했다.

## 사생활
회티거는 브래드 프리델의 프리미어 사커 아카데미 단장으로 활동했었다.

## 경력 통계
| 로잔 스포르       | 1988–89   | 나치오날리가 A | 20  | 3  |
| 로잔 스포르       | 1989–90   | 나치오날리가 A | 35  | 1  |
| 로잔 스포르       | 1990–91   | 나치오날리가 A | 33  | 1  |
| 로잔 스포르       | 1991–92   | 나치오날리가 A | 35  | 0  |
| 로잔 스포르       | 합계      | 합계           | 123 | 5  |
| 시옹              | 1992–93   | 나치오날리가 A | 32  | 7  |
| 시옹              | 1993–94   | 나치오날리가 A | 35  | 6  |
| 시옹              | 합계      | 합계           | 67  | 13 |
| 뉴캐슬 유나이티드 | 1994–95   | 프리미어리그   | 38  | 1  |
| 뉴캐슬 유나이티드 | 1995–96   | 프리미어리그   | 1   | 0  |
| 뉴캐슬 유나이티드 | 합계      | 합계           | 39  | 1  |
| 에버턴            | 1995–96   | 프리미어리그   | 9   | 1  |
| 에버턴            | 1996–97   | 프리미어리그   | 8   | 0  |
| 에버턴            | 합계      | 합계           | 17  | 1  |
| 로잔 스포르       | 1997–98   | 나치오날리가 A | 29  | 0  |
| 로잔 스포르       | 1998–99   | 나치오날리가 A | 16  | 1  |
| 로잔 스포르       | 합계      | 합계           | 45  | 1  |
| 시옹              | 1999–00   | 나치오날리가 A | 14  | 0  |
| 시옹              | 2000–01   | 나치오날리가 A | 33  | 1  |
| 시옹              | 2001–02   | 나치오날리가 A | 35  | 0  |
| 시옹              | 합계      | 합계           | 82  | 1  |
| 경력 합계         | 경력 합계 | 경력 합계      | 373 | 22 |